# Haxo (métro de Paris)
Pour les articles homonymes, voir Haxo.
Haxo est une station du métro parisien jamais ouverte située sous le boulevard Sérurier dans le 19e arrondissement de Paris, sur la voie de raccordement entre les lignes 3 bis, à la station Porte des Lilas, et 7 bis, à la station Place des Fêtes.
Son appellation vient de la rue Haxo, au nord de laquelle elle est établie, ainsi nommée en l'honneur au général d'Empire François Nicolas Benoît Haxo (1774-1838).

## La station

### Histoire

Position de la station.

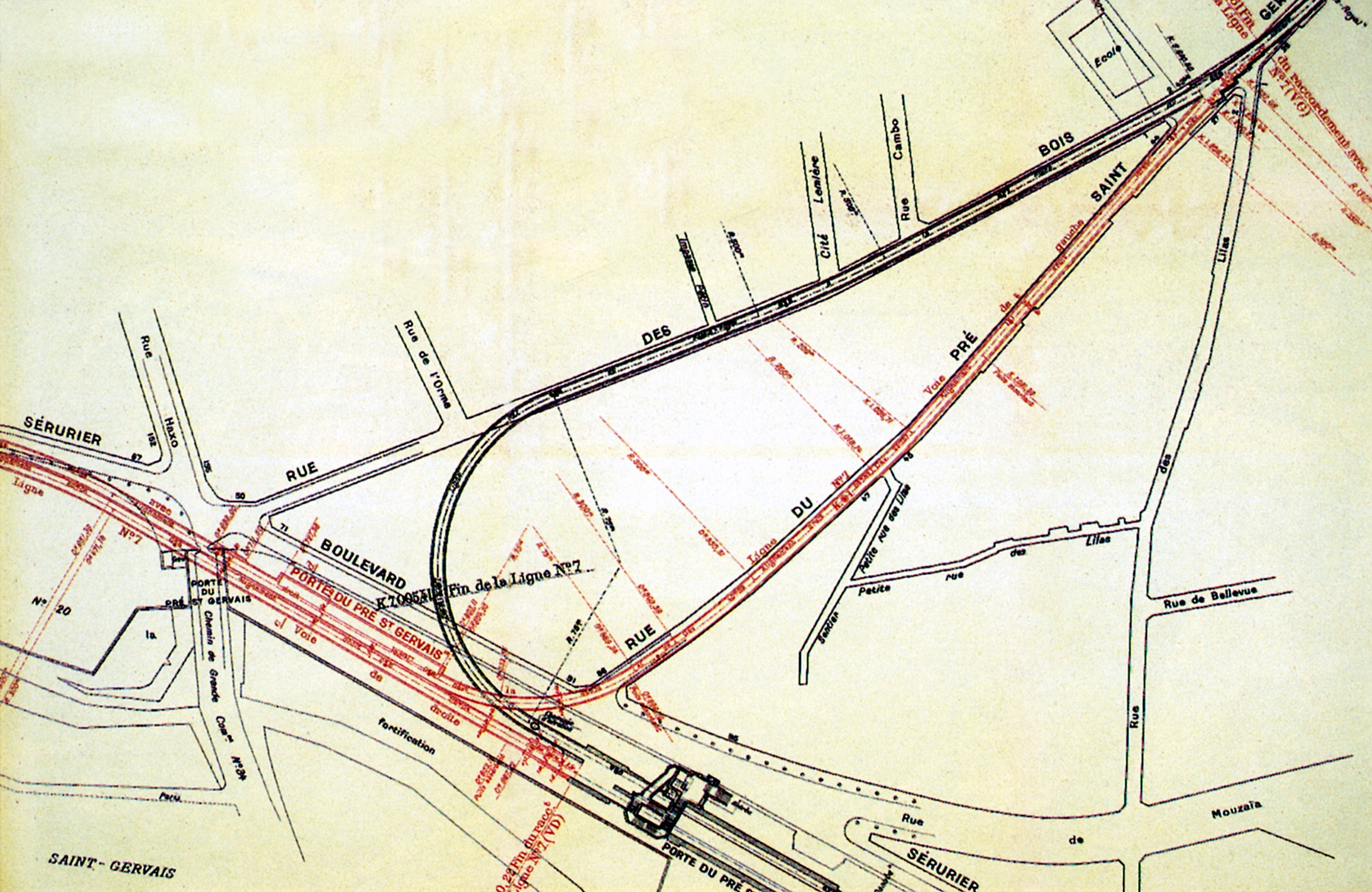
(Note : le nord est en bas)Plan de la construction des tunnels : en noir, celui de la ligne 7 bis et la station Pré-Saint-Gervais, en rouge la voie navette et la voie des Fêtes, avec la station Haxo, alors dénommée « Porte du Pré-Saint-Gervais ».

Les stations Porte des Lilas (lignes 3 bis et 11) et Pré-Saint-Gervais (ligne 7 bis) auraient dû être reliées entre elles dans les années 1920. Si la municipalité, propriétaire du réseau, soutient l'idée d'envoyer les trains de la ligne 3 sur la ligne 7 (pas de lignes « bis » à l'époque), il n'en est pas de même pour l'exploitant, la Compagnie du chemin de fer métropolitain de Paris (CMP), qui n'y voit que des inconvénients avec des recettes estimées trop faibles.
Les tunnels et les voies sont néanmoins construits. Une voie unique, dénommée la Voie des Fêtes, relie la Place des Fêtes à la Porte des Lilas et une station intermédiaire est construite : Haxo. Pour assurer la circulation en sens inverse, une deuxième voie est creusée en reliant directement Porte des Lilas à Pré-Saint-Gervais sans station intermédiaire, appelée la « voie navette ». Mais il est finalement décidé de ne mettre en place qu'un service de navettes entre les stations des deux lignes (qui n'utilise pas la Voie des Fêtes), navette boudée par les voyageurs. La station Haxo n’a jamais vu passer un seul voyageur, ses accès extérieurs n’ont même jamais été construits.
La station est un passage typique presque obligé des balades nocturnes de passionnés et des ferrovipathes organisées par l'association ADEMAS (accessibles à tous lors des Journées du patrimoine).
En 1993, la station a servi à présenter le MF 88 flambant neuf à la presse, d'où le panneau « Direction 1993… » que l'on aperçoit sur certaines photos, toujours là en 2024.

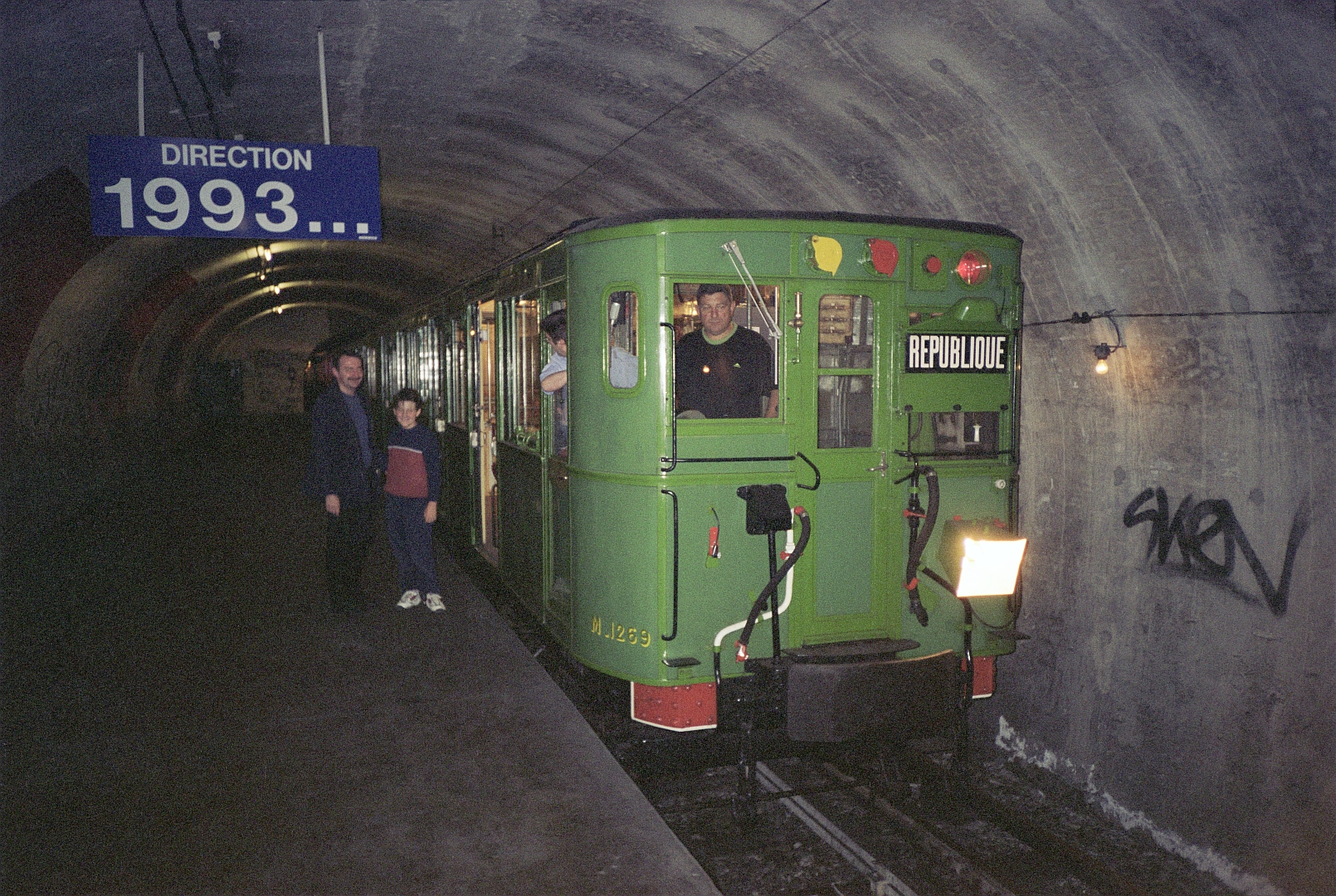
Panneau « Direction 1993… » en 2000…
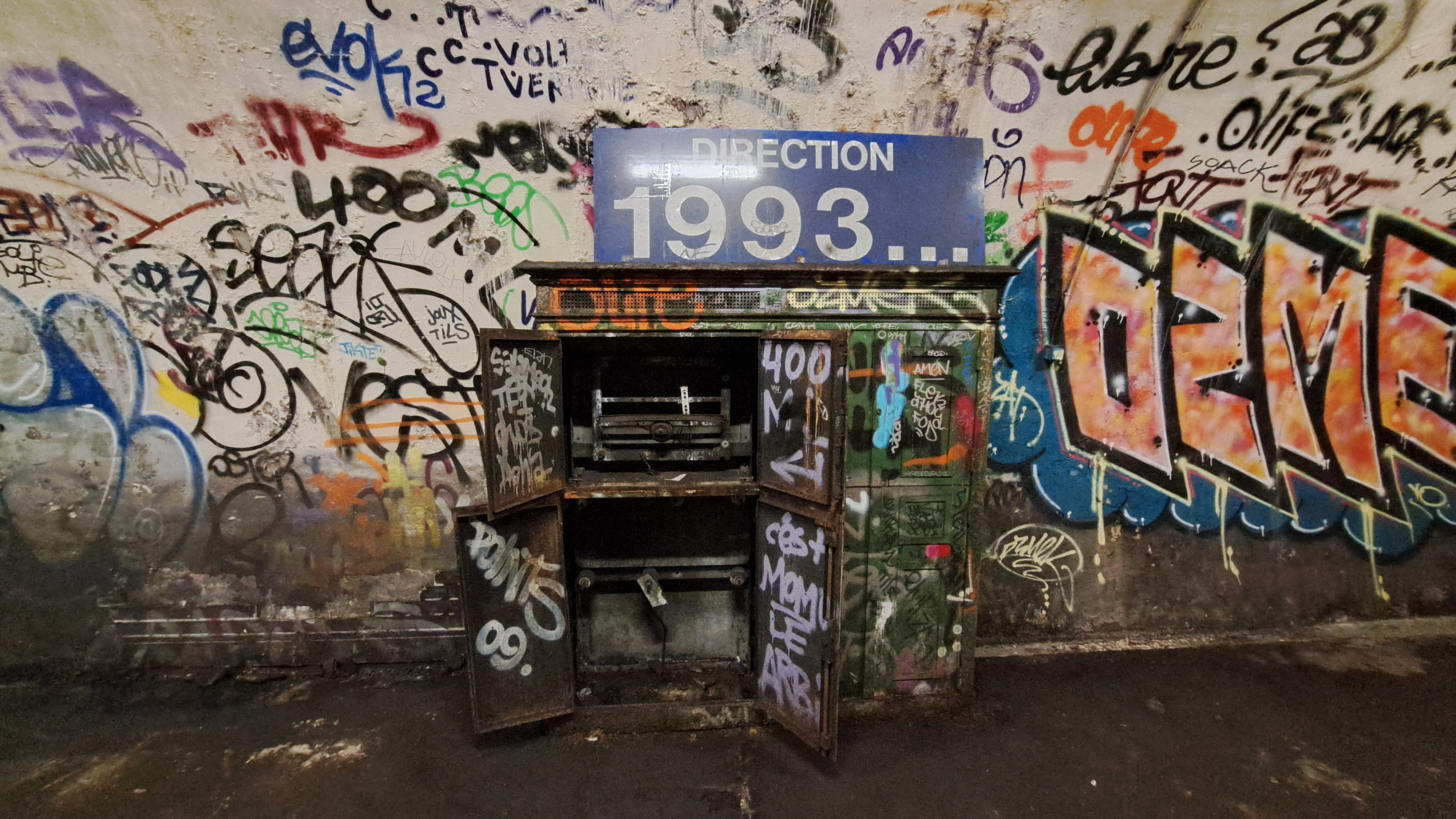
…et en 2024.
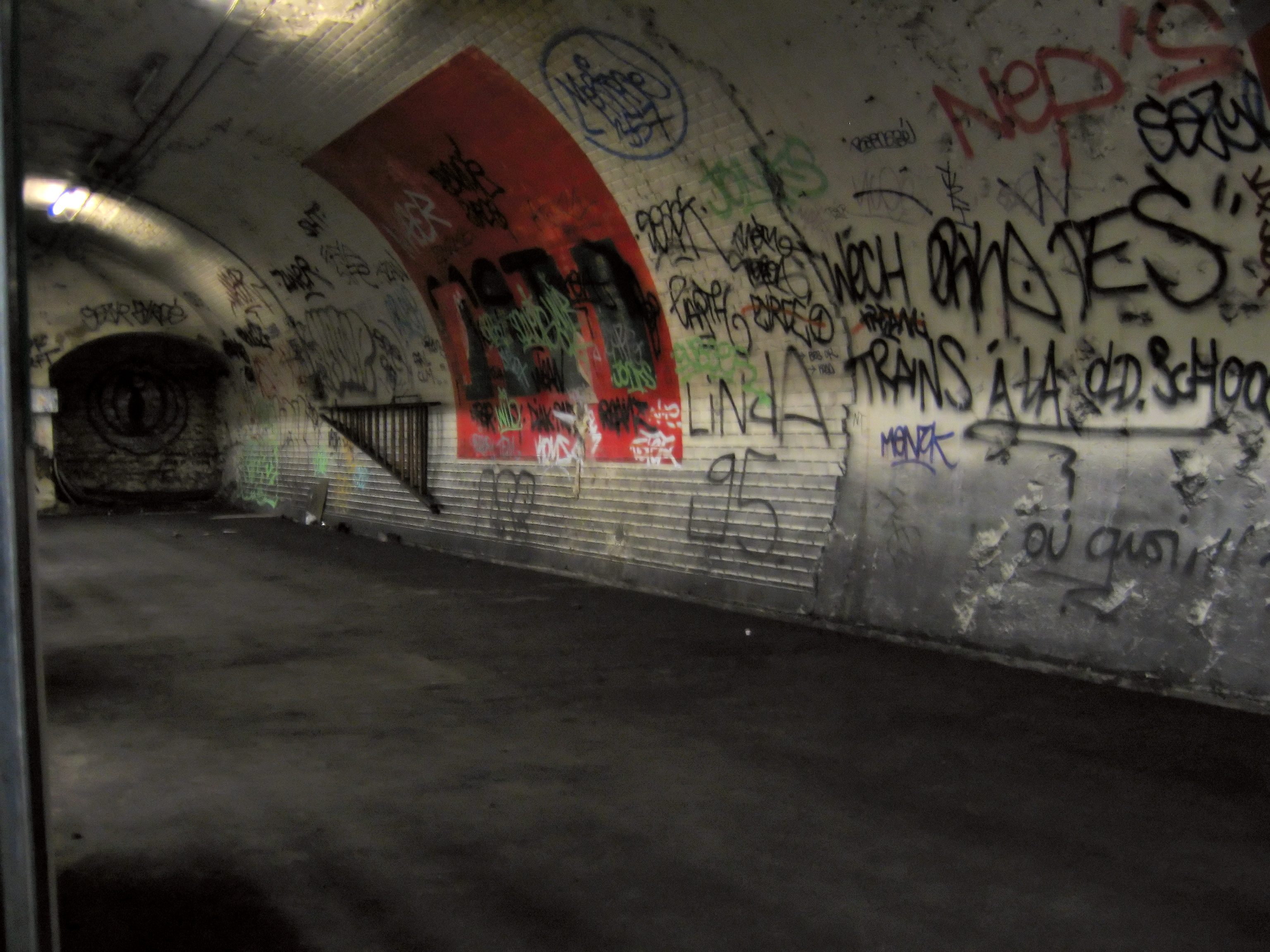
Pas d'accès…
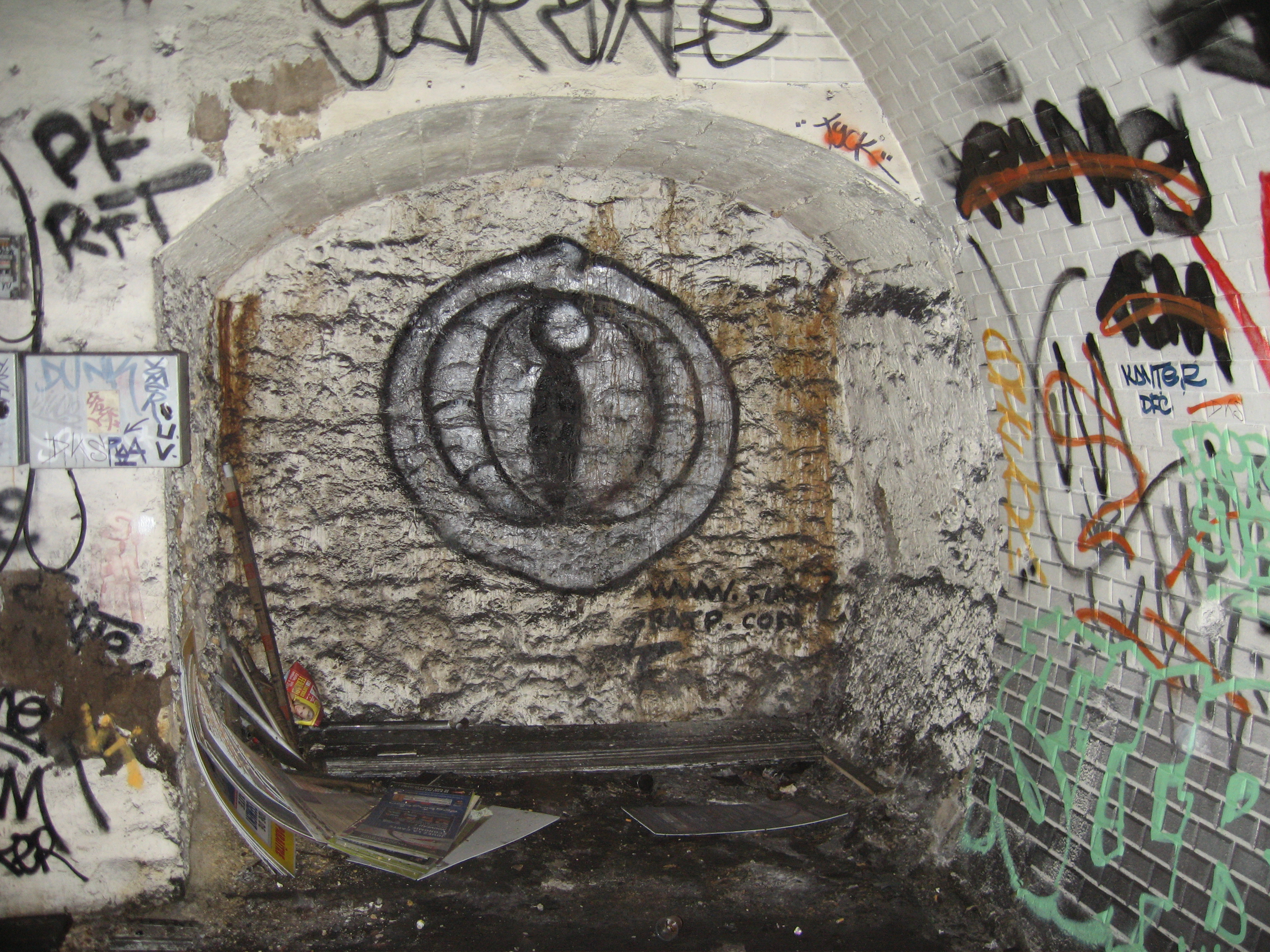
… mais quand même vandalisée.

Sur certains plans des ouvrages souterrains du métro, cette station est appelée Porte du Pré-Saint-Gervais, tout comme la station actuelle Pré-Saint-Gervais dont elle n'est distante que de cent mètres.

### Avenir

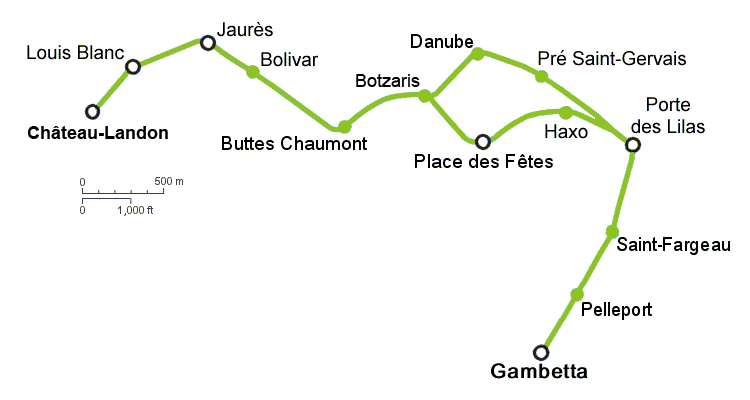
Plan des deux lignes fusionnées.

Une fusion des lignes 3 bis et 7 bis est envisagée en utilisant les voies « navette » et « des Fêtes » pour former une nouvelle ligne de Château-Landon à Gambetta. Haxo pourrait alors ouvrir après le creusement d'un accès à la station depuis la voie publique.
Un atelier d'entretien supplémentaire, rendu nécessaire par la faible fiabilité des MF 88, bloque la voie navette du côté de Pré-Saint-Gervais. À moins de déplacer cet atelier dans la boucle de retournement de la ligne 3 bis, au nord-est de la station Porte des Lilas, qui ne serait plus utilisée dans le cadre de cette fusion, un remplacement des rames MF 88 par des rames MF 19 est donc un prérequis.